# Damián Lizio
Damián Emmanuel Lizio (Florida, 1989. június 30. –) honosított bolíviai argentin-olasz labdarúgó, a chilei O'Higgins középpályása.

## Klubcsapatban
Pályafutását hazájában kezdte a River Plate-nél. A csapatban mindössze 3 alkalommal lépett pályára, 2009 és 2010 közt a spanyol Córdoba kölcsönjátékosa volt.
2010-ben Ciprusra igazolt, az Anórthoszi Ammohósztu játékosa lett.
2011-ben szerződött Bolíviába a Bolívarhoz.
2013-ban kölcsönben visszatért hazájába a Unión de Santa Fe csapatához.
2013 második felét Kuvaitban töltötte, szintén kölcsönben, az Al-Arabi csapatánál.
2014-ben a chilei O'Higginsbe szerződött, de egy szezont követően visszatért a Bolívar együtteséhez.

## Válogatottban
Habár olasz származású, Argentínában született és nevelkedett, valamint az argentin U20-as válogatottban is szerepelt, mégis az őt honosító Bolívia nemzeti csapatában mutatkozott be.